# Alfred Kuhnert
Alfred Kuhnert (* 19. März 1898 in Kreuzburg O.S.; † 28. November 1977 in Berlin) war ein deutscher Generalmajor im Zweiten Weltkrieg.

## Leben
Alfred Kuhnert trat während des Ersten Weltkrieges am 30. Dezember 1914 als Freiwilliger in das Reserve-Infanterie-Regiment Nr. 102 der Sächsischen Armee ein. Nach Kriegsende wurde er als Vizefeldwebel und Offiziersaspirant zum 15. Dezember 1919 entlassen, wechselte zur Polizei und avancierte im Januar 1921 zum Polizei-Leutnant.
Am 15. Oktober 1935 wurde er als Hauptmann mit Patent zum 1. April 1934 in die Wehrmacht aufgenommen. Er wurde Anfang Oktober 1938 Chef der 10. Kompanie im Infanterie-Regiment 51 und übernahm mit Beginn des Zweiten Weltkriegs ab 1. September 1939 das III. Bataillon. Ab 15. November 1940 war er Kommandeur des aus dem III. Bataillon hervorgegangenen Kradschützen-Bataillons 38 und wurde in dieser Position am 1. Februar 1942 Oberstleutnant. Anfang Juli 1942 wurde er Kommandeur des Infanterie-Regiments 51, ab Mitte Oktober 1942 Grenadier-Regiment 51. Am 1. Februar 1943 wurde er Oberst und erhielt als Regimentskommandeur am 20. April 1944 das Ritterkreuz des Eisernen Kreuzes verliehen. Anfang 1944 wurde er Chef des Sonderstabs II beim OKH und im August mit der Führung der 198. Infanterie-Division beauftragt, bevor er im Oktober/November des gleichen Jahres an einem Divisionsführer-Lehrgang teilnahm. Ab dem 29. Januar bis zum 28. Februar 1945 war Kuhnert mit der Führung der 26. Panzer-Division beauftragt. Anschließend wurde er für eine Neuaufstellung einer Panzerdivision nach Döberitz geschickt und kam am 19. April 1945 zur Heeresgruppe Nord an die Ostfront. Am 20. April 1945 wurde er zum Generalmajor befördert.
Nach dem Krieg wohnte er in Berlin.